# پاول آرزومانیان
پاول روبنی آرزومانیان (ارمنی: Պավել Ռուբենի Արզումանյան؛ زادهٔ ۲۱ دسامبر ۱۹۲۳ - درگذشته ۲۰ مهٔ ۲۰۱۰) یک باغبان، برزشناس و دانشمند زراعت اهل ارمنستان بود.

## زندگی‌نامه
در ۲۱ دسامبر ۱۹۲۳ در ترکمن‌آباد به دنیا آمد و از دانشگاه دولتی کشاورزی روسیه (۱۹۵۲) فارغ‌التحصیل شد. وی عضو آکادمی تمام اتحادیه علوم کشاورزی لنین بود. وی همچنین برنده جوایزی همچون نشان جنگ میهنی (درجه دو)، نشان برجسته افتخار، نشان پرچم سرخ کار، مدال نقره نمایشگاه دستاوردهای اقتصاد ملی و مدال طلای نمایشگاه دستاوردهای اقتصاد ملی شده است. وی در ۲۹ مه ۲۰۱۰ در سن ۸۶ سالگی درگذشت.

## یادداشت
1. ↑  Armenian Soviet Encyclopedia
2. ↑  candidate of agricultural sciences
3. ↑  գյուղատնտեսական գիտությունների դոկտոր
4. ↑  hy:ՀՀ գյուղատնտեսության նախարարության խաղողապտղագինեգործության գիտական կենտրոն
5. ↑  Մոսկվայի Կ. Ա. Տիմիրյազևի անվան գյուղատնտեսական ակադեմիա
6. ↑  Լենինի անվան ՀամԳԳԱ